# CD Arces
Club Deportivo Arces is een Spaanse voetbalclub uit Valladolid.
De club werd in 1943 opgericht en speelt in het lichtblauw met wit. Arces komt uit op regionaal amateurniveau.
CD Arces komt uit in de competitie Primera División Provincial Aficionados de Castilla y León

## Samenwerking
Sinds 1958 wordt er in de jeugd samengewerkt met Real Valladolid.